# 미란다 NG
미란다 NG(Miranda NG)은 마이크로소프트 윈도우용으로 설계된 오픈 소스 멀티프로토콜 인스턴트 메신저이다. 미란다는 GNU 일반 공중 사용 허가서 2.0 이상 하에서 배포되는 자유 소프트웨어이다.

## 구조
미란다 IM은 기초적인 클라이언트 프레임워크, GUI, 고급 플러그인 구조를 제공한다. 다양한 IM 프로토콜과 추가 기능 지원이 선택적 플러그인들을 통해 구현되며 그 중 일부는 미란다 IM에 기본 탑재되어 있다. 나머지(500개 이상)는 과거에 공식 애드온 사이트에서 이용이 가능했다. 사용하지 않는 프로토콜은 제거가 가능하다.